# Station Elstree & Borehamwood
Elstree & Borehamwood is een spoorwegstation van National Rail in Hertsmere in Engeland. Het station is eigendom van Network Rail en wordt beheerd door Govia Thameslink Railway. 

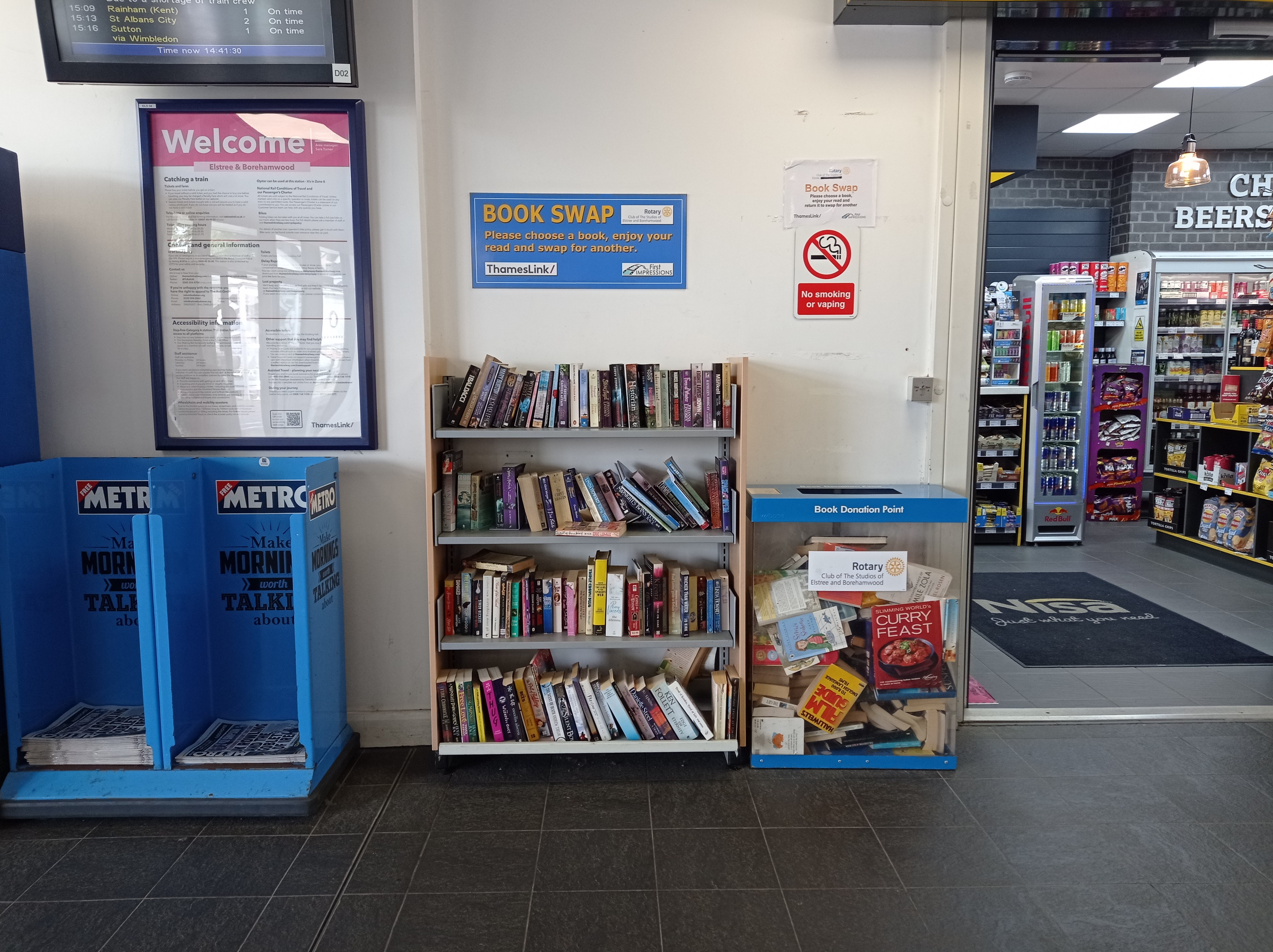
Minibieb
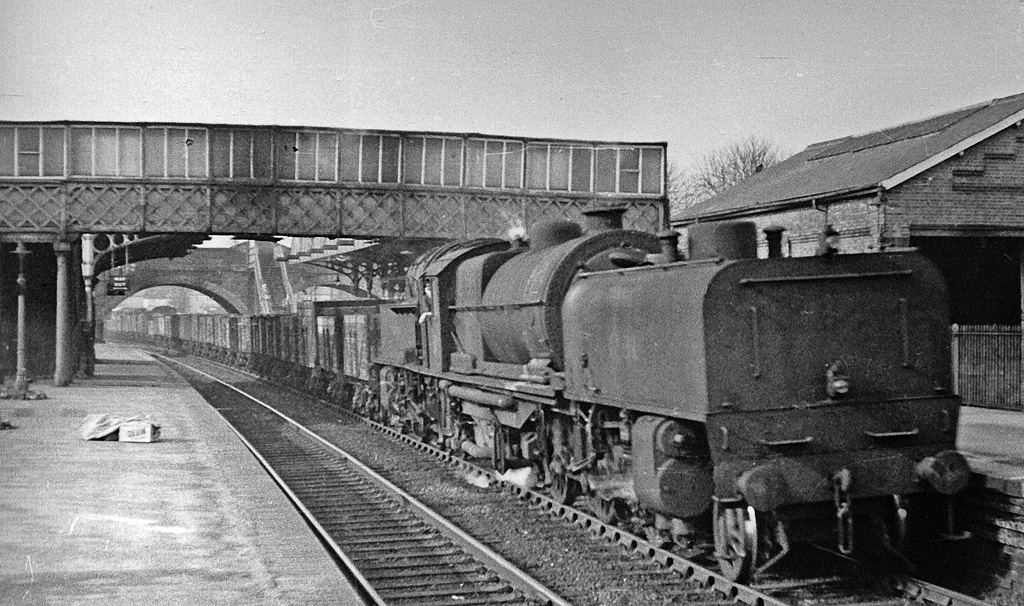
Garratt-locomotief, 1954